# Toyota Aygo
La Toyota Aygo è una autovettura del tipo superutilitaria venduta a partire dal luglio 2005 fino al 2021. Tutte le Aygo sono costruite nell'impianto del gruppo TPCA (Toyota Peugeot Citroën Automobile), a Kolín (Repubblica Ceca). Presentata la prima volta nel 2005 al Salone dell'automobile di Ginevra, nel 2014 ne è stata presentata la seconda generazione.

## Il contesto e la prima serie (2005-2014)

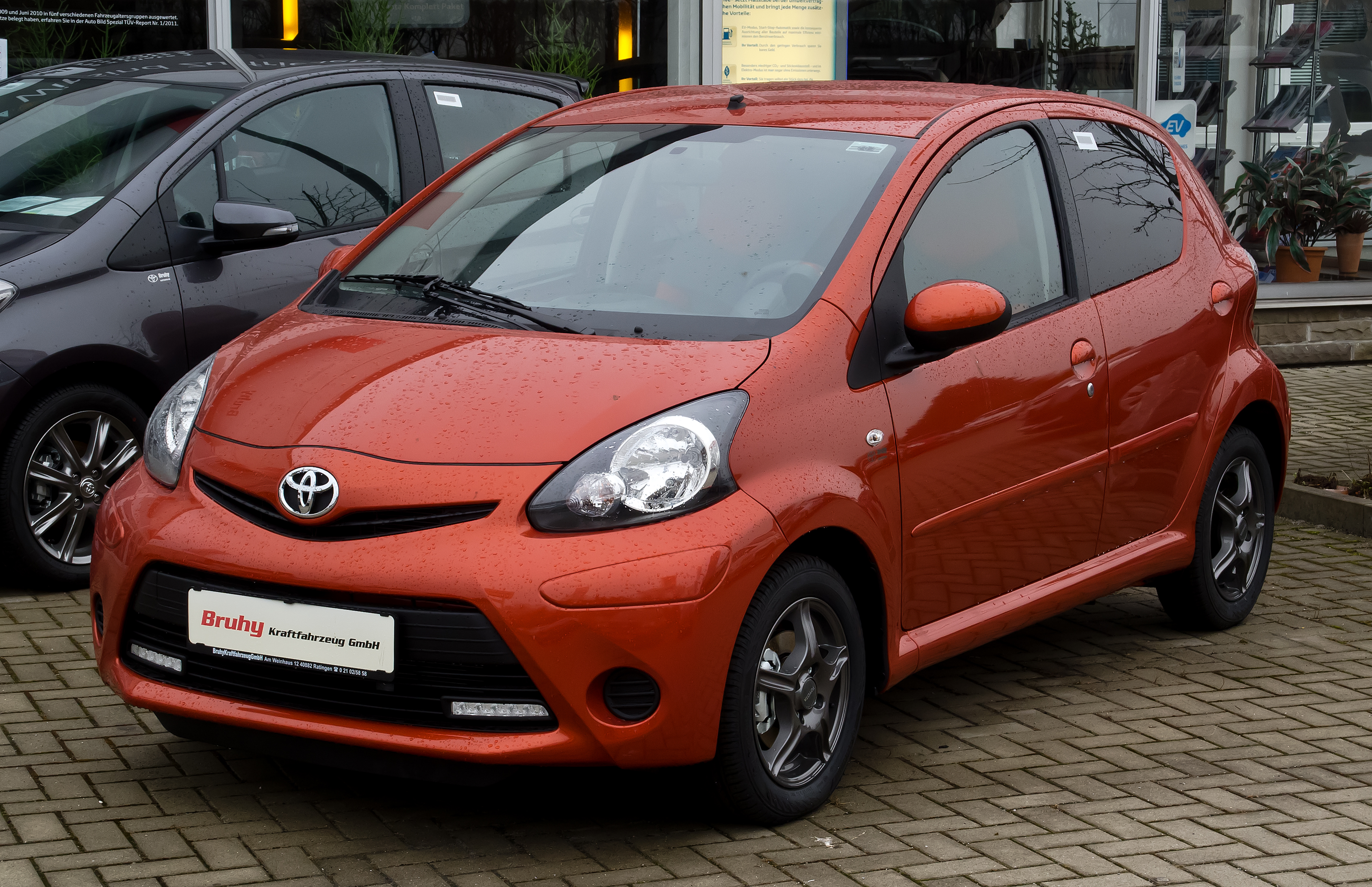
Una Aygo I Serie Restyling 2012

La decisione di creare queste auto fu presa il 12 luglio 2001, quando i presidenti della Toyota e del Gruppo PSA, Fujio Cho e Jean-Martin Folz rispettivamente, decisero di produrre una piccola auto per ridurre i costi di sviluppo. La Peugeot 107 e la Citroën C1 sono diverse versioni della medesima auto.
La differenza principale tra la Aygo e le sue gemelle è nell'equipaggiamento interno, nei distintivi e nei loghi. La produzione pianificata è di 300.000 auto per anno e 100.000 auto per casa automobilistica. Le vendite si sono iniziate nel luglio 2005 e l'auto è disponibile con tre o cinque porte. Vi erano due versioni motori disponibili, un 1.0 litri motore a tre cilindri da 68 CV al quale fu successivamente affiancato un 1.4 litri HDi diesel 4 cilindri in linea motore da 54 CV.
È disponibile in tre allestimenti, ad esempio la Aygo Sol che comprende un alloggiamento per l'iPod e il sistema vivavoce Bluetooth. Nel 2009 e nel 2012 ha subito due piccoli restyling.

### Motorizzazioni dal 2005 al 2014
| Modello    | Disponibilità    | Motore  | Cilindrata (cm³) | Potenza       | Coppia Massima (Nm) | Emissioni CO2 (g/km) | 0–100 km/h (secondi) | Velocità max (km/h) | Consumo medio (km/l) |
| 1.0i 12V   | dal 2005 al 2014 | Benzina | 998              | 50 kW (68 CV) | 93                  | 106                  | 14,2                 | 158                 | 21,7                 |
| 1.4 HDi 8V | dal 2005 al 2007 | Diesel  | 1398             | 40 kW (55 CV) | 130                 | 109                  | 15,6                 | 154                 | -                    |

## Seconda generazione (2014-2021)
Al Salone dell'automobile di Ginevra del 2014, sempre con le altre vetture frutto dello stesso progetto, ne viene presentata la seconda generazione con un design più ricercato e tagliente con un frontale con una forma a "X" che racchiude le prese d'aria, i fendinebbia, i sottili fari anteriori (con luci diurne a led) fino agli specchietti retrovisori e ai cristalli laterali.
Questi ultimi, nella variante di carrozzeria a 5 porte, si estendono fino a lambire i fanali posteriori a sviluppo orizzontale integrati nel portellone a forma esagonale. La meccanica, profondamente aggiornata rispetto a quella della precedente Aygo, è comune a quella delle citycar Citroën C1 e Peugeot 108. L'unico motore disponibile è il 1.0 a tre cilindri (69 CV) a benzina con il cambio manuale a cinque marce o, a richiesta, con quello robotizzato. Le versioni diesel non vengono più riproposte.

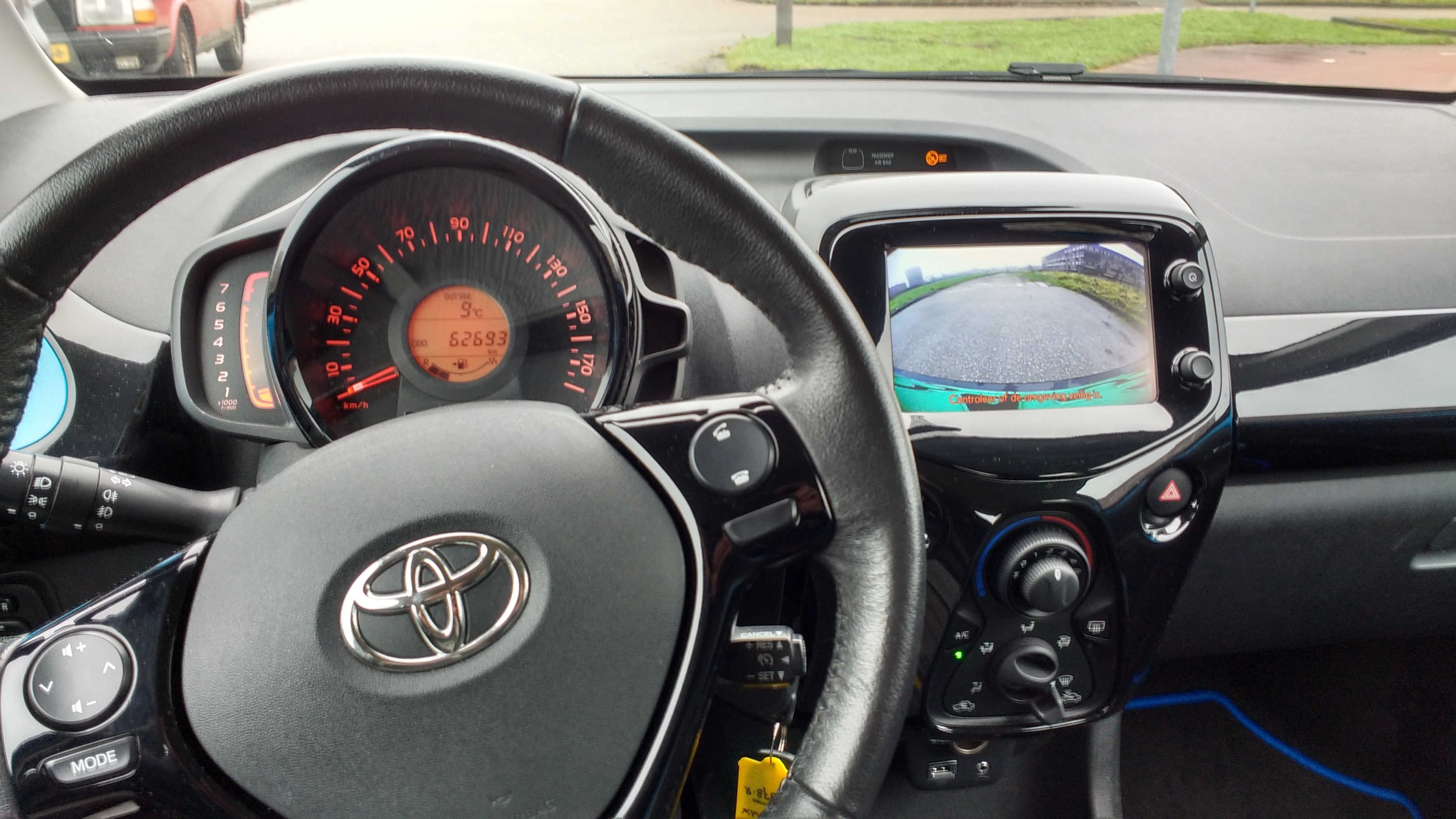
Il cruscotto

La Aygo ha un diametro di sterzata di 4,73 metri ed è ora dotata dell'Hill assist (assistenza alla partenza in salita). Offre anche interni inediti, caratterizzati da nuovi abbinamenti cromatici, miglioramenti del comfort per i 4 occupanti e della silenziosità interna, oltre che dalla presenza di nuovi sistemi tecnologici di connettività e di infotainment. Il cruscotto è in tonalità grigio scuro, il nuovo volante rivestito in pelle così come la leva del cambio. Sono poi disponibili due tipologie differenti di sistemi audio, a due o quattro altoparlanti, con il vivavoce e porta USB con comandi integrati sul volante. Il bagagliaio è ampio 168 litri con 4 posti in uso.
L'auto è disponibile in 4 allestimenti:
- x-cool, che offre specchi riscaldabili ed elettrici, limitatore di velocità, radio con vivavoce e comandi al volante, climatizzatore e 6 airbag;
- x-play, che aggiunge radio da 7" con retrocamera e clima automatico;
- x-cite e x-clusiv, che offrono chiave elettronica, fendinebbia, cerchi in lega da 15" ed elementi stilistici specifici;
- x-wave, che aggiunge ai due allestimenti prima citati tetto apribile in tela e cambio robotizzato a 5 marce (optional per tutti gli altri allestimenti).

Optional per tutti gli allestimenti navigatore, sensori di parcheggio posteriori, 5 porte (di serie per la X-cite) che poi diventeranno successivamente di serie per tutte le versioni ad eccezione della base X-cool e antifurto. Dietro i vetri posteriori sono apribili solamente a compasso, scelta dettata dalla necessità di tagliare i costi.
Per quanto riguarda la sicurezza automobilistica è stata sottoposta ai crash test dell'Euro NCAP nel 2014, totalizzando il risultato di 4 stelle, migliorando il risultato ottenuto precedentemente nel 2012 che era stato invece di 3 stelle. Nel 2017 viene nuovamente sottoposta al crash test Euro NCAP, che assegna alla citycar giapponese un punteggio di 4 stelle con il sistema Toyota Safety Sense (che offre l'avviso del superamento involontario delle linee della carreggiata e la frenata automatica di emergenza e che diventa di serie su tutte le Aygo già dalla metà del 2017), mentre il punteggio cala di una stella nel caso l'auto sia sprovvista del dispositivo precedentemente citato.

### Restyling 2018

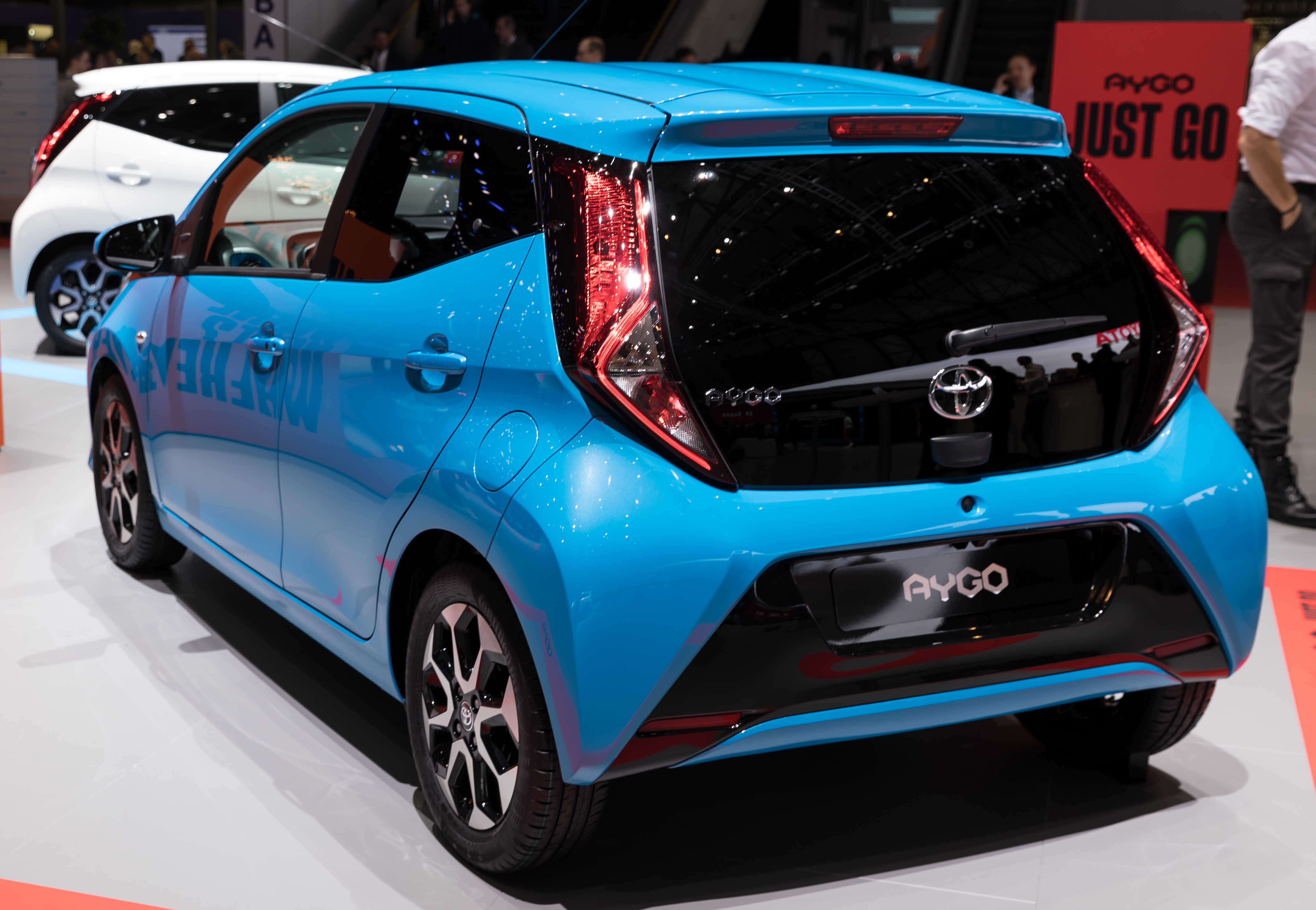
Vista posteriore

Nel 2018 esordisce al Salone di Ginevra 2018 il restyling della seconda serie della Aygo. Viene rivisto il frontale, che conserva la particolare forma a X ma questa volta in tinta con la carrozzeria; inoltre, debuttano nuovi gruppi ottici denominati Keen Look, con luci diurne a LED integrate. Nella parte posteriore rimane invariata la forma dei fanali, che questa volta includono al loro interno la tecnologia LED.

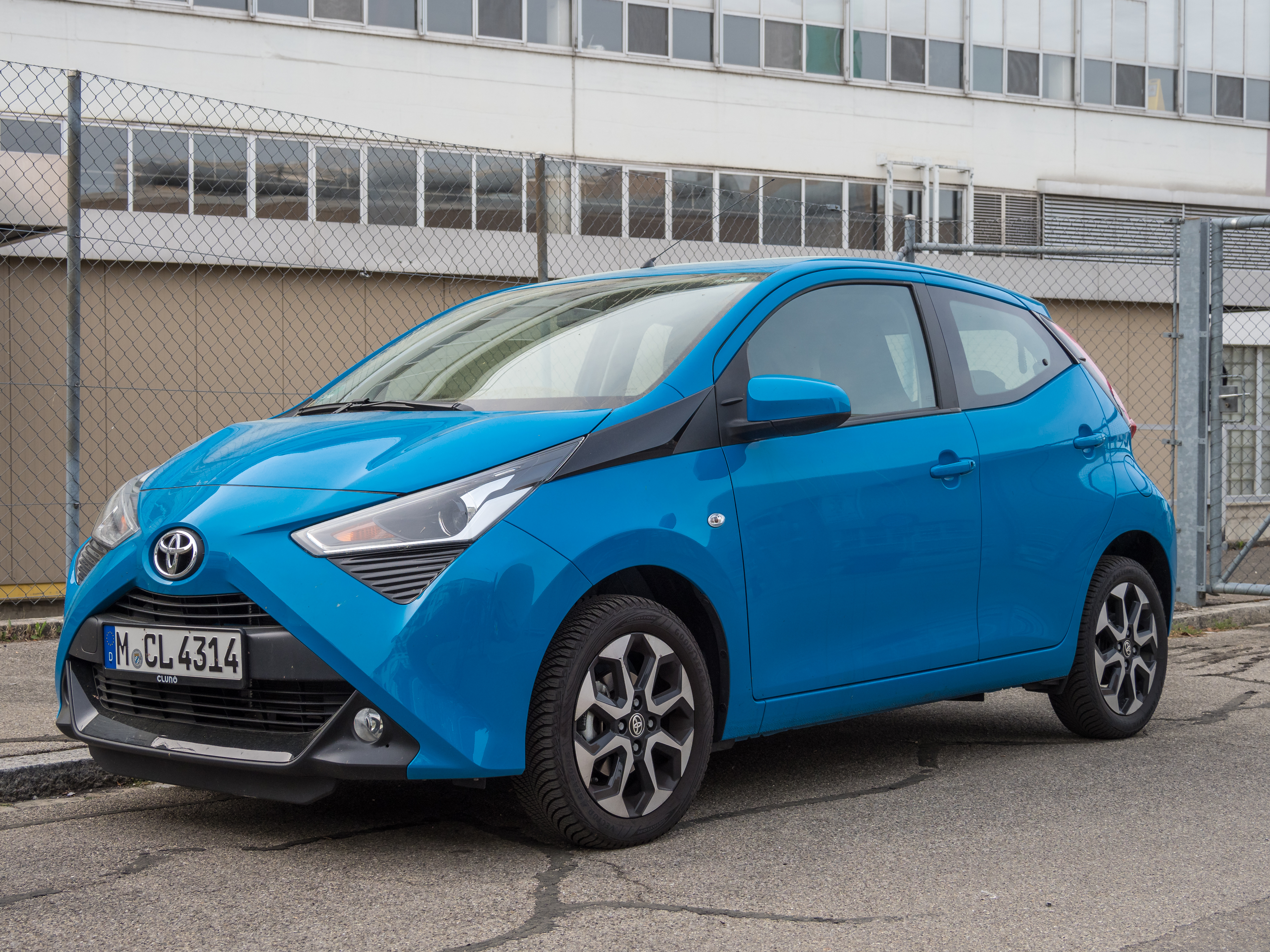
Una Aygo II Serie restyling 2018

Gli interni vengono rivisti dal punto di vista tecnologico, dalla grafica della strumentazione del cruscotto e al display touch (disponibile a partire dall'allestimento X-play), che si aggiorna integrando la possibilità di connettersi tramite Android Auto e Apple CarPlay.
Per quanto riguarda la meccanica, debutta il 1.0 tre cilindri da 72 CV. Le modifiche al sistema di iniezione e alla valvola EGR si sono rese necessarie per l'omologazione alla normativa Euro 6.2.